# 藤井健太郎 (TVディレクター)
藤井 健太郎（ふじい けんたろう、1980年 - ）は、TBSテレビのテレビ演出家、テレビプロデューサー。東京都練馬区出身。

## 来歴
立教高校を経て立教大学経済学部卒業後、2003年にTBSエンタテインメント（現・TBSテレビ）に入社 。入社直後は『Pooh!』、『はなまるマーケット』、『はぴひる!』などの情報番組を担当した。
2004年、入社1年目で提出した企画が通り、入社2年目で特番『限度ヲ知レ』のプロデューサーと総合演出とアシスタントディレクターを兼務。
入社後3年でバラエティ制作に異動し『リンカーン』の立ち上げに参加。その後同番組でディレクターとなり、『ひみつの嵐ちゃん!』や『さんまのSUPERからくりTV』を担当した。
2009年、担当番組『新型芸人オークション キリウリ』がフリーマントルメディア社と世界配給契約を結んだ。その際に「自分の携わった企画がこのような形で海外の関係者に注目された事を大変光栄に思います。今後、世界でどんな『キリウリ』が生まれるのかとても楽しみです」とコメントしている。なお、海外版『キリウリ』に対しては著書において辛辣なコメントを残している。
同年、『クイズ☆タレント名鑑』を立ち上げ、プロデューサーとなった頃からラジオ・ウェブサイト・新聞などのメディアに取り上げられる機会が増え、TBSラジオ以外のラジオ番組に出演した経験もある。同番組終了時に、「現在（2012年当時）はこの番組しか担当していない」と明かしている。
2024年7月1日付けで、コンテンツ制作局バラエティ制作三部エキスパート（局長待遇）へと昇格。

## 人物
- 影響を受けたテレビ番組は『天才たけしの元気が出るテレビ』『ダウンタウンのごっつええ感じ』や『電波少年』シリーズであるという[12]。
- お笑い芸人の千原ジュニア（千原兄弟）とは番組を通じて親交があり、正月旅行に行く間柄である[8]。また、『クイズ☆タレント名鑑』MCであった田村淳（ロンドンブーツ1号2号）を「制作側の考えたことをくんで、面白く実現してくれる腕があり信頼できる」と評価している[13]。
- ヒップホップ好きで、『水曜日のダウンタウン』でのPUNPEEの起用を始め、番組の音楽によくヒップホップを起用する。TBSテレビの後輩であった佐野亜裕美（カンテレ）が『大豆田とわ子と三人の元夫』でSTUTSを起用した際もラッパーの人選などのアドバイスをした[14]。

## 不祥事

### KILLAH KUTS
2024年10月、『KILLAH KUTS』のエピソード「麻酔ダイイングメッセージ」において演出として麻酔薬を使用した件に関して日本麻酔科学会が「静脈麻酔薬プロポフォールの不適切使用について」と題し、以下のような声明を発表している。
- 何らかの外科的処置を必要としない人物を意図的に朦朧状態にするという内容が含まれていることを知り、深い憂慮を抱いている
- 日本麻酔科学会は、このような誤った使用を強く非難し、麻酔科医ならびに関連する医療従事者には、厳格なガイドラインに従って静脈麻酔薬を適切に管理し、いかなる場合にも不適切な使用を避けるよう強く要請する。

## 現在の担当番組
レギュラー
- 水曜日のダウンタウン（2014年4月 - 、演出・プロデューサー → 演出のみ）

特番
- クイズ☆正解は一年後（2013年 - 毎年12月30日、企画・演出・プロデューサー）
- オールスター後夜祭（2018年 - 毎年春・秋、演出 → 演出・プロデューサー）

企画中
- 粗品のいたずらに射幸心を煽るTV（仮題）

## 過去の担当番組

### レギュラー
- はなまるマーケット（AD → ディレクター）[5]
- リンカーン（AD → ディレクター）[5]
- さんまのSUPERからくりTV（ディレクター）[5]
- ひみつの嵐ちゃん!（ディレクター・演出）[5]
- クイズ☆タレント名鑑（2009年8月6日・2010年1月3日・2010年4月2日・2010年8月 - 2012年3月、演出・プロデューサー）[17]
- テベ・コンヒーロ（2012年4月 - 9月、演出・プロデューサー）
- 私の何がイケないの?（演出）
- Kiss My Fake（2013年7月11日・2013年10月 - 2014年3月、演出・プロデューサー）
- クイズ☆スター名鑑（2016年10月 - 2017年1月・2017年3月2日、演出）[18]

### 特番
- 第45回日本レコード大賞（2003年12月31日、演出スタッフ）
- 限度ヲ知レ（2004年10月16日、プロデューサー・総合演出・AD）
- オールスター感謝祭（2005年10月1日 - 2009年10月3日、AD → ディレクター）
- キングオブコント（2008年10月5日、制作スタッフ / 2009年9月22日、ディレクター）
- さんま・玉緒のお年玉あんたの夢をかなえたろかスペシャル（2009年1月4日/2010年1月3日、ディレクター）
- 新型芸人オークション キリウリ〜お金のためならここまでやります〜（2009年1月4日・2010年9月22日、総合演出・プロデューサー）
- 史上空前!! 笑いの祭典 ザ・ドリームマッチ（2011年1月1日、ディレクター / 2020年4月11日、演出）[19]
- 第54回日本レコード大賞（2012年12月30日、MC担当）
- あるあるJAPAN（2013年7月1日、演出・プロデューサー）
- TVエース〜先輩!教えてください〜（2013年7月3日、総合演出）
- 6人の村人!全員集合（2014年8月20日、演出）
- クイズ☆アナタの記憶（2014年10月20日、演出・プロデューサー）
- チーム有吉 〜○○したら即引退スペシャル〜（2015年1月9日深夜、演出・プロデューサー）
- 有吉弘行のドッ喜利王（2015年10月21日、演出・プロデューサー）
- 芸人キャノンボール〜公道最速借り物レース〜（2016年1月1日・2016年8月24日、演出・プロデューサー）
- 人生逆転バトル カイジ（2017年12月28日、演出）[20]
- 安住紳一郎と2019年上半期のTBS（2019年7月5日、演出）
- すてきに帯らいふ（2021年12月23日、監修）
- 淳×ジュニア×有吉 40歳-50歳～10年観察～（2024年11月27日、企画・制作）

### その他
- 大豆田とわ子と三人の元夫（2021年4月 - 6月、カンテレ/フジテレビ、エンディング曲「Presence」プロデュース）[21]

### ネット配信
- ゆるふわギャング "パイレーツ" Music Video（2017年9月13日、監督）[22]
- 大脱出（2023年2月22日 - 3月15日、企画・演出・プロデューサー、DMM TV）[23]
- 鬼のドッキリで涙（2024年9月27日 - 10月25日、企画、DMM TV）[24]
- KILLAH KUTS（2024年10月7日 - 10月14日、企画・演出・プロデューサー、Amazon Prime Video）[25]

## 著書
- 藤井健太郎『悪意とこだわりの演出術』双葉社、2016年8月21日。ISBN 978-4-575-31154-9。[26]
- 藤井健太郎、渡辺淳之介『悪企のすゝめ 大人を煙に巻く仕事術』KADOKAWA、2022年4月4日。ISBN 978-4-0460-5422-7。

## ライブ出演
- 『6人のテレビ局員と1人の千原ジュニア』（2016年3月25日、恵比寿ザ・ガーデンホール）[27]
- 『STILL MORE BOUNCE』（2019年2月2日、代官山UNIT）[28]
- 『さらば青春の光×藤井健太郎〜テレビでもネットでもできないし、個人事務所じゃなきゃできない映像LIVE〜』（2020年1月30日・31日、渋谷・ユーロライブ / 2月28日、大阪・Loft PlusOne West）[29]